# Ancienne caserne de gendarmerie de Laeken
L'ancienne caserne de gendarmerie de Laeken est un bâtiment situé rue Stéphanie 87 à Laeken qui accueillait originellement une caserne de la gendarmerie.

## Histoire
Le bâtiment a été construit en 1881, par l’architecte Gustave Hansotte et est de style éclectique.
On peut donc voir, au sommet de la façade avant, les inscriptions « ANNO 1881 » séparées du mot « Gendarmerie ». L’édifice est composé de deux corps, un à l’avant et l’autre à l’arrière. Le corps principal avant, compte trois niveaux sous une toiture à deux versants et est composé de cinq travées. La façade est faite de briques rouges et de pierres bleues.
Le corps arrière, parallèle au premier mais plus large, a une fonction d’écurie. Il est composé de 2 niveaux sous toit à deux versants.
Le bâtiment a été agrandi en 1889 par l’architecte Dumortier, qui construit deux nouvelles annexes, d’un seul niveau, de part et d’autre du corps avant. Les annexes avaient, à l’origine, une fonction de logement, celle de droite étant réservée au Maréchal des Logis.
Vers les années 1980, le corps arrière, qui était une écurie, se voit remplacé par un nouveau bâtiment qui sera utilisé comme bureaux. La façade est faite de briques rouges et de béton.
Aujourd’hui, l’ancienne caserne de gendarmerie de Laeken a subi quelques transformations.